# Abbaye Sainte-Madeleine du Barroux

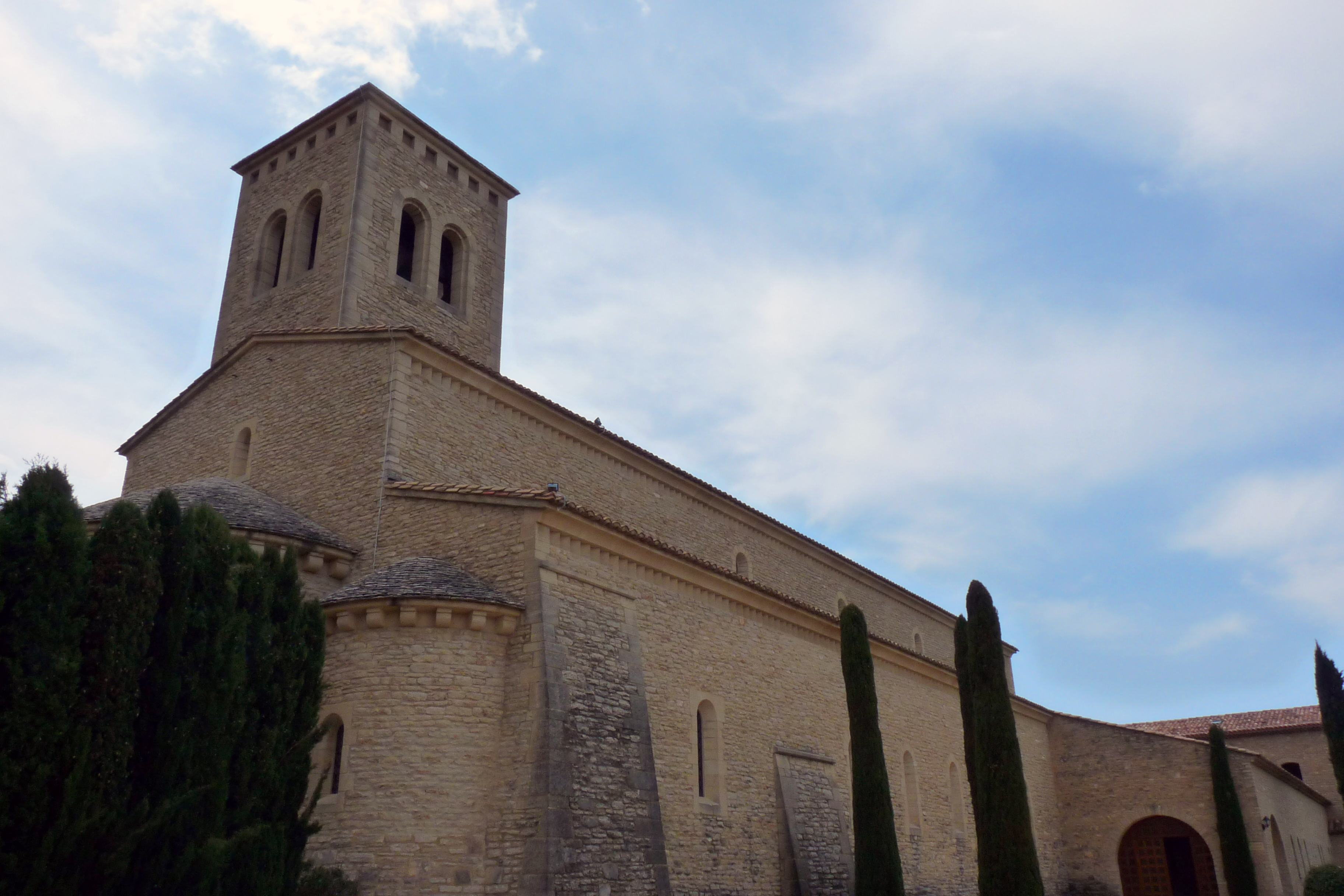
L'abbatiale.

Ne doit pas être confondu avec Abbaye Notre-Dame-de-l'Annonciation du Barroux.
L'abbaye Sainte-Madeleine du Barroux est une abbaye bénédictine, située au Barroux dans le Vaucluse. Fondée en 1970, la communauté des moines fait partie de la confédération bénédictine depuis octobre 2008 et dépend directement du Saint-Siège.

## Historique

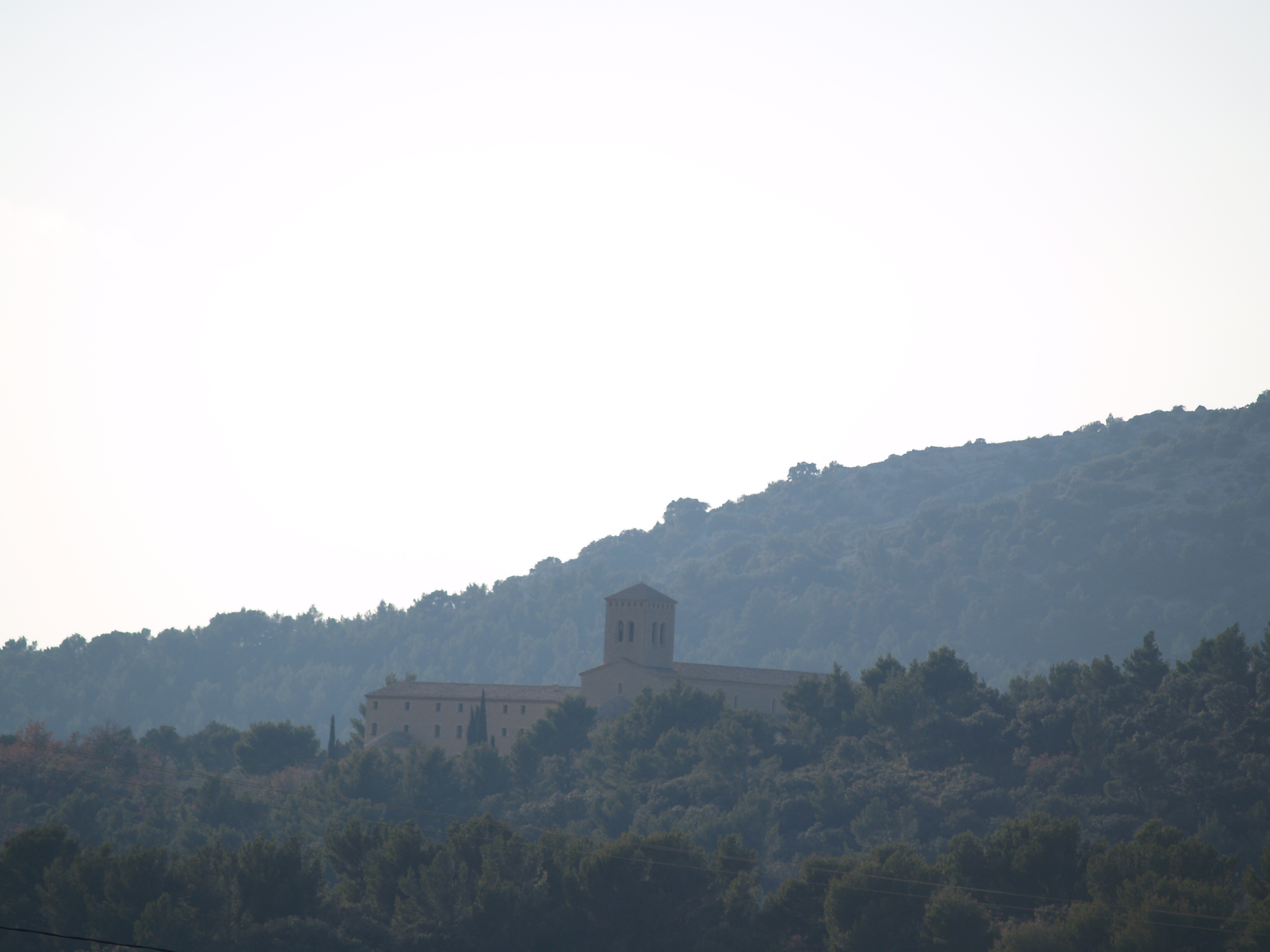
L'abbaye vue de loin.

### Les débuts
En août 1970, un moine bénédictin, le père Gérard Calvet quitte l'abbaye Notre-Dame de Tournay, avec l'accord de son père abbé, et s'installe à Bédoin, petit village de Vaucluse. Il désirait vivre la règle de saint Benoît dans la fidélité avec les traditions liturgiques romaines. Il fut rapidement rejoint par quelques jeunes gens qui désiraient vivre la vie bénédictine.
À partir de 1974, il se rapproche du mouvement de l'évêque traditionaliste Marcel Lefebvre, fondateur et dirigeant de la Fraternité sacerdotale Saint-Pie-X ; de facto, les relations avec Tournay sont rompues.
En 1978, au vu de la croissance du jeune monastère, la communauté achète un terrain de trente hectares entre le Mont Ventoux et les Dentelles de Montmirail, dans la commune du Barroux. Commence alors la construction d'une abbaye de style roman avec les moyens techniques modernes. Dans le même temps, la communauté féminine de Notre-Dame-de-l'Annonciation du Barroux, fondée par Élisabeth de La Londe, s'installe sur un autre terrain situé à quelques encablures de la communauté masculine.

### La régularisation canonique
Le 3 octobre 1984, l'indult Quattuor abhinc annos est édicté par le pape Jean-Paul II : il permet l'usage des formes liturgiques anciennes au sein de l'Église, mais le monastère fait alors bloc avec la Fraternité Saint-Pie-X. Henri Tincq évoque ainsi « la citadelle intégriste du Barroux », reconnaissant qu'elle est l'un des rares monastères à recruter : dix-sept novices au début 1986, neuf entrées de postulants et quatre ordinations en 1985.
À partir de 1987, Gérard Calvet entame cependant des négociations avec le Saint-Siège pour la pleine reconnaissance du monastère. Le 21 juin 1988, à la suite de la décision de Marcel Lefebvre d'ordonner des évêques sans mandat pontifical, Gérard Calvet décide de rompre avec la FSSPX. Il prend contact directement avec Rome, sans, dans un premier temps, l'annoncer ni à la FSSPX, ni au diocèse d'Avignon. Il reçoit alors la visite du cardinal Mayer, président de la commission nommé en 1988 par le pape pour la réconciliation avec les « lefebvristes », agissant en qualité d'émissaire spécial du pape, qui lui présente les propositions romaines en cas de réconciliation. C'est ainsi que le 25 juillet 1988, le monastère du Barroux se rallie officiellement au Saint-Siège, au grand dam des dirigeants de la FSSPX. Un des évêques consacrés par Marcel Lefebvre, Bernard Tissier de Mallerais, déclare ainsi : « Les moines du Barroux nous lâchent en temps de guerre. Nous étions frères d'armes et ils rallient le camp ennemi en plein combat ». À la suite des dispositions du motu proprio Ecclesia Dei, la Papauté accorde au monastère un statut canonique. Les soixante-dix moines se voient relevés de toutes leurs sanctions et « une pleine réconciliation avec le siège apostolique » leur est accordée. Gérard Calvet ne peut plus faire appel à Marcel Lefebvre pour ordonner ses prêtres, mais il est autorisé à célébrer la messe et les sacrements dans les rituels en vigueur avant le concile Vatican II, conformément aux conditions prévues dans le Motu proprio de Jean-Paul II.
En juin 1989, Viktor Dammertz, abbé primat des bénédictins, vient promulguer le décret d'érection en abbaye. Le 2 juillet, le cardinal Mayer, confère la bénédiction abbatiale à Calvet. En octobre de la même année, les travaux de l'abbatiale sont terminés et elle est consacrée par le cardinal Gagnon.

Le 24 septembre 1995, le cardinal Ratzinger, préfet de la Congrégation pour la doctrine de la foi et futur Benoît XVI, rend visite à la communauté et célèbre la messe conventuelle du dimanche en présence d'un grand concours de fidèles.
Selon la journaliste du Monde Ariane Chemin en 1996, le monastère accueille Jacques Bompard lorsqu'il désire « élever bien haut son âme ». Chrétienté-Solidarité, le mouvement de Bernard Antony, y tient son université d'été. Jean-Marie Le Pen, président du Front national, est accueilli en novembre 1995 lorsqu'il vient manifester à Carpentras, pour obtenir réparation des « accusations » portées contre lui lors de la profanation du cimetière de cette ville. À la sortie du monastère, on trouve en 1996 dans la librairie des ouvrages de Jean Madiran, les écrits de Bernard Antony, le quotidien d'extrême droite Présent.

### Les années 2000

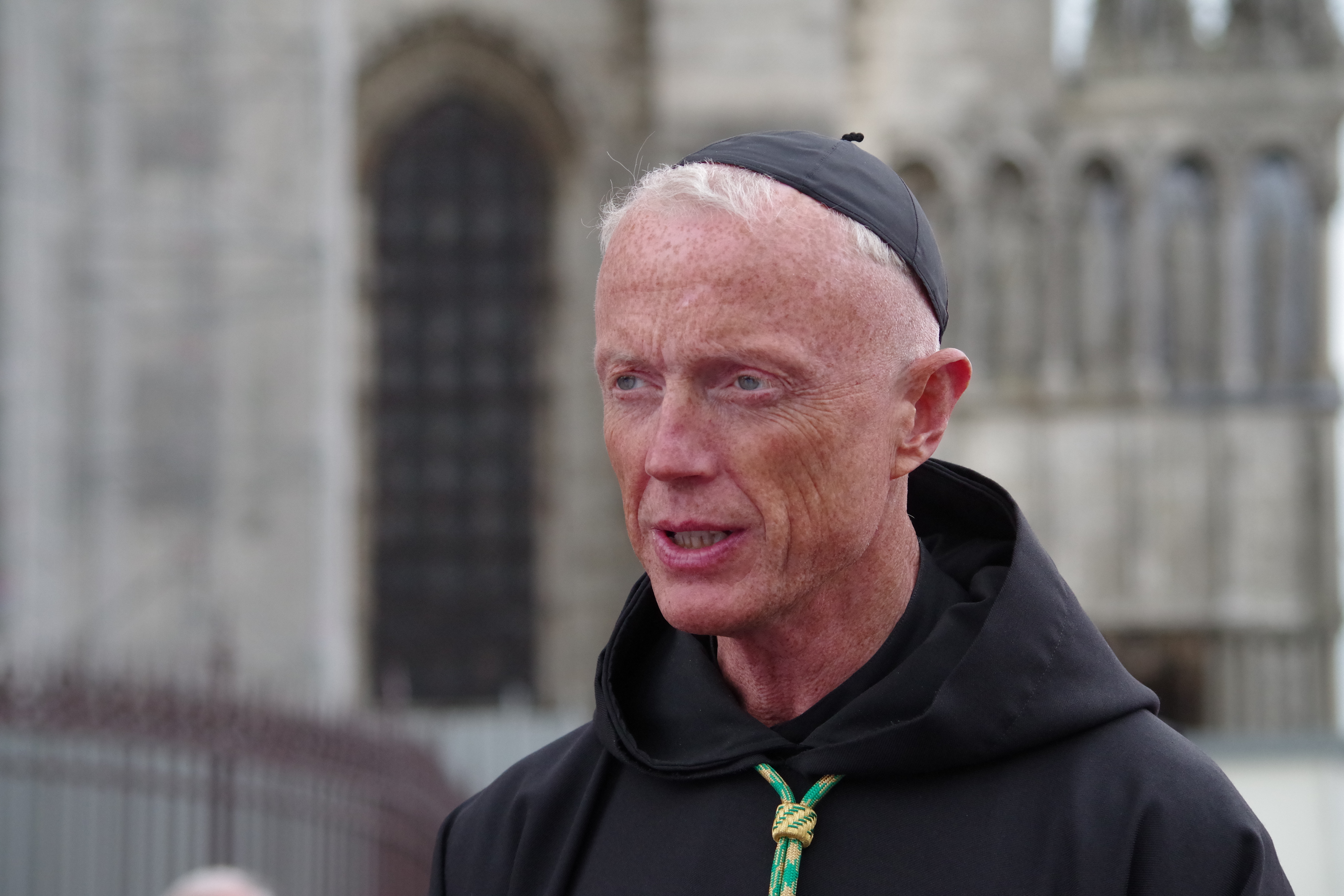
Louis-Marie de Geyer d'Orth lors du pèlerinage Notre-Dame de Chrétienté, en 2016.

En 2002, alors que la communauté compte près de soixante-dix moines, quelques-uns d'entre eux sont envoyés fonder un nouveau monastère à Saint-Pierre-de-Clairac en Lot-et-Garonne : le monastère Sainte-Marie de La Garde.
En novembre 2003, après la résignation de charge du père fondateur, Gérard Calvet, Louis-Marie de Geyer d'Orth est élu père-abbé. Gérard Calvet meurt le 28 février 2008.
Le 25 septembre 2008, l'abbaye intègre la Confédération bénédictine.

## L'architecture
L'abbaye est réalisée dans un style roman.
L'aspect extérieur des murs est fait des pierres apparentes beurrées. Il s'agit de roches calcaires conformes à ce que l'on trouve dans le secteur et plus largement, dans le Vaucluse.
L'intérieur de l'abbatiale est composé de trois pierres de couleurs et d'aspect différent. La recherche de ces pierres a pris du temps et s'est faite dans plusieurs pays proche du bassin méditerranéen.

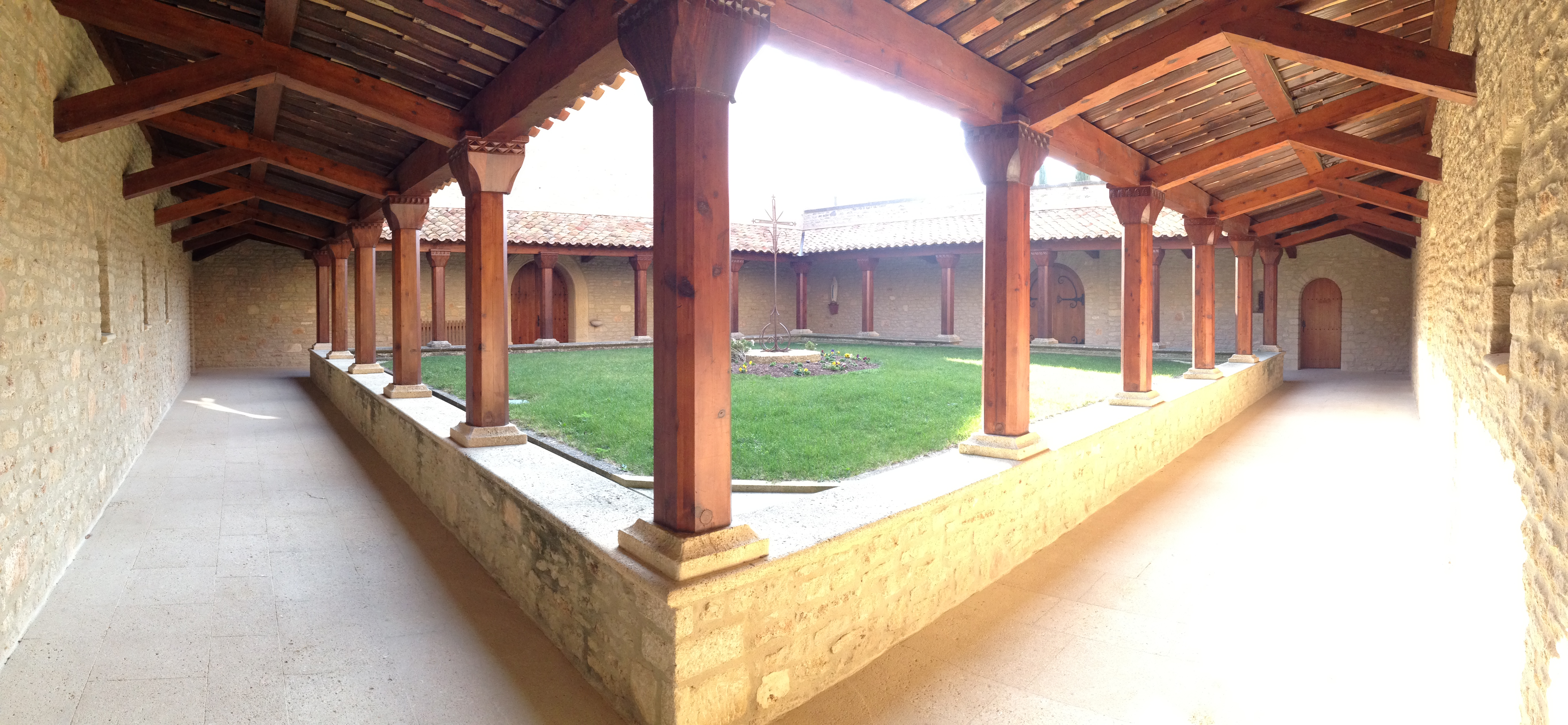
Cloître : Vue intérieure du cloître donnant accès à l'abbaye.
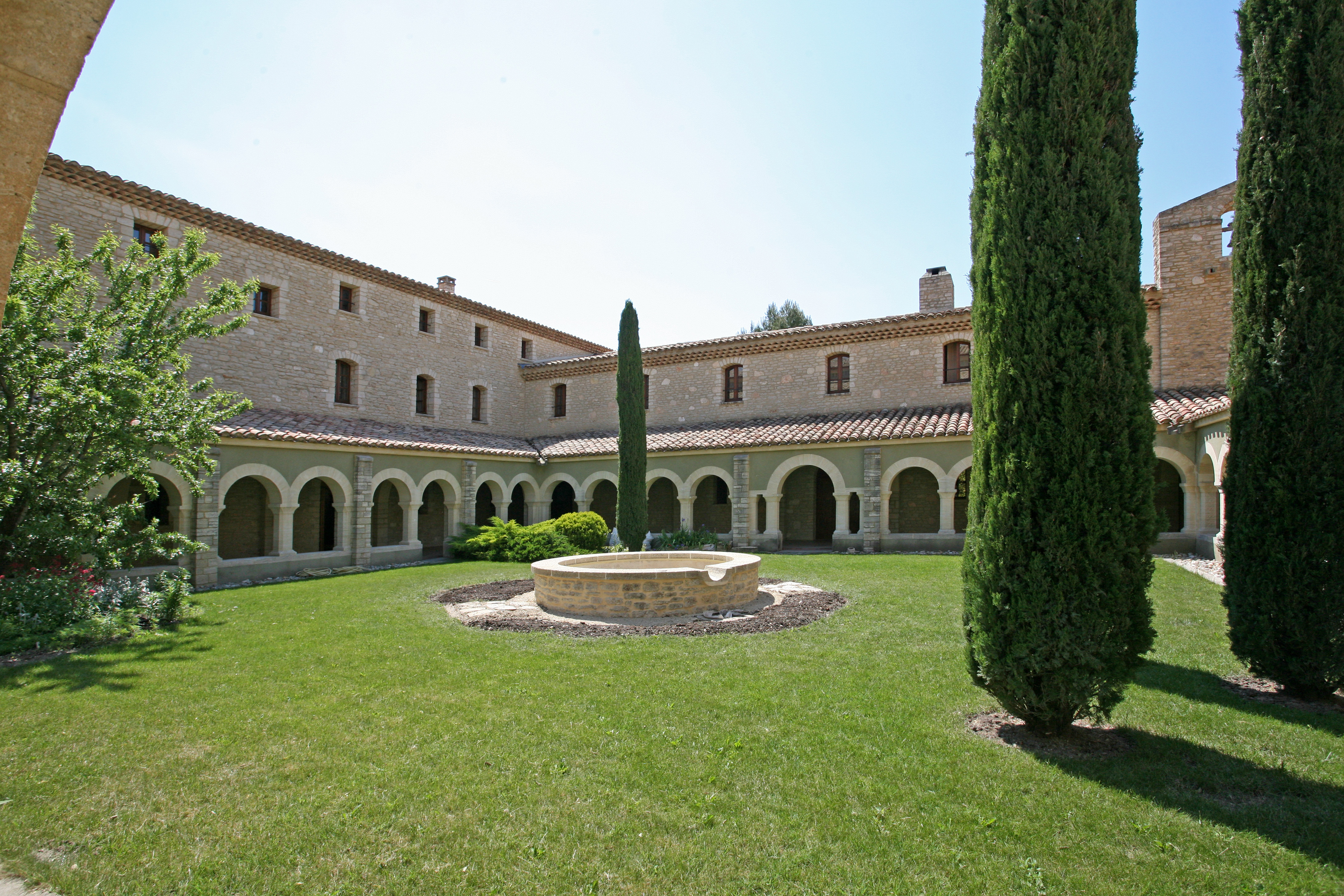
Le cloître réservé aux religieux.
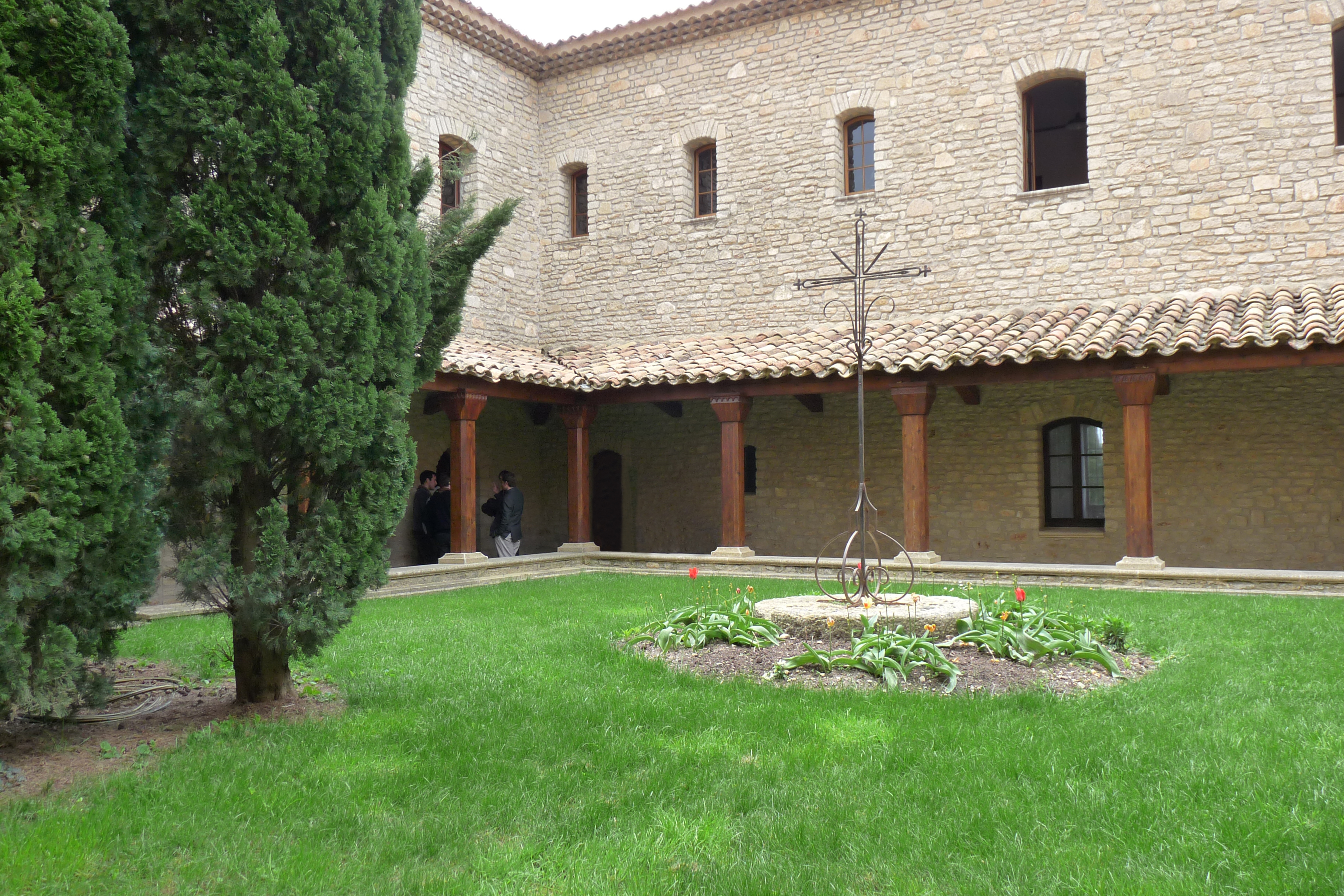
Le deuxième cloître, plus petit, le seul visible pour les simples « visiteurs », accessibles aux hôtes en retraite à l'abbaye.
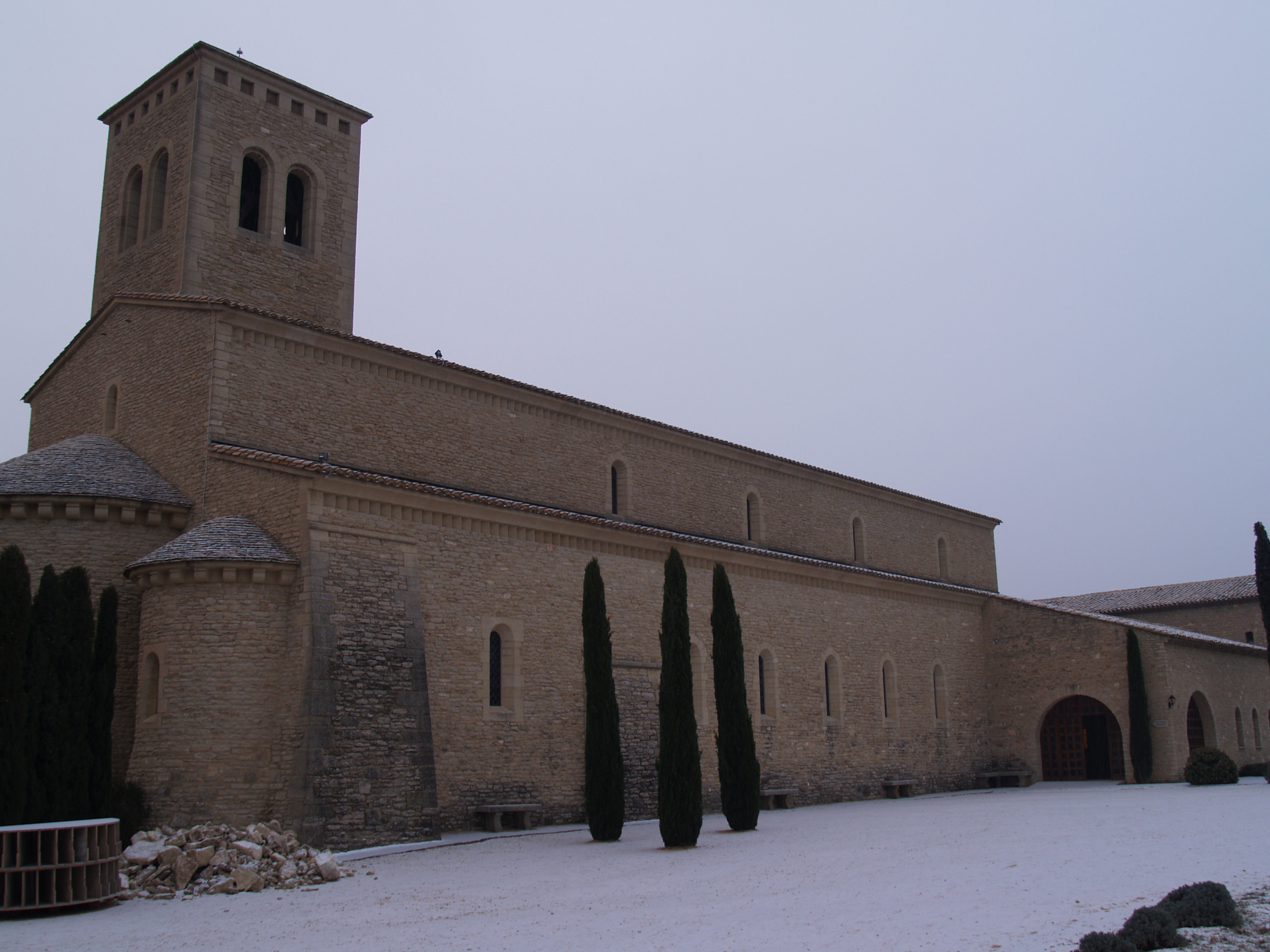
Entrée de l'abbatiale en hiver.
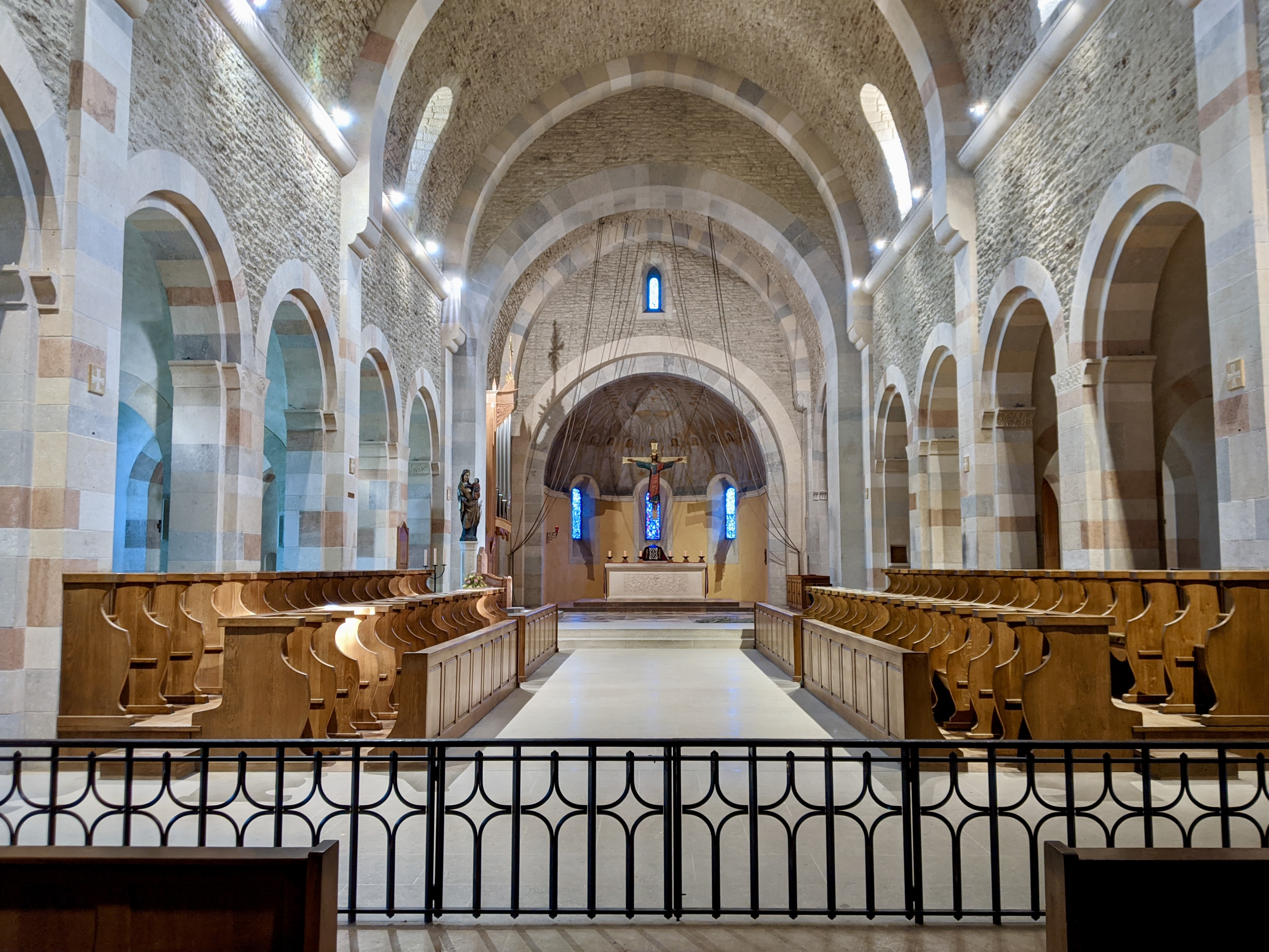

## Différentes vues de l'abbaye

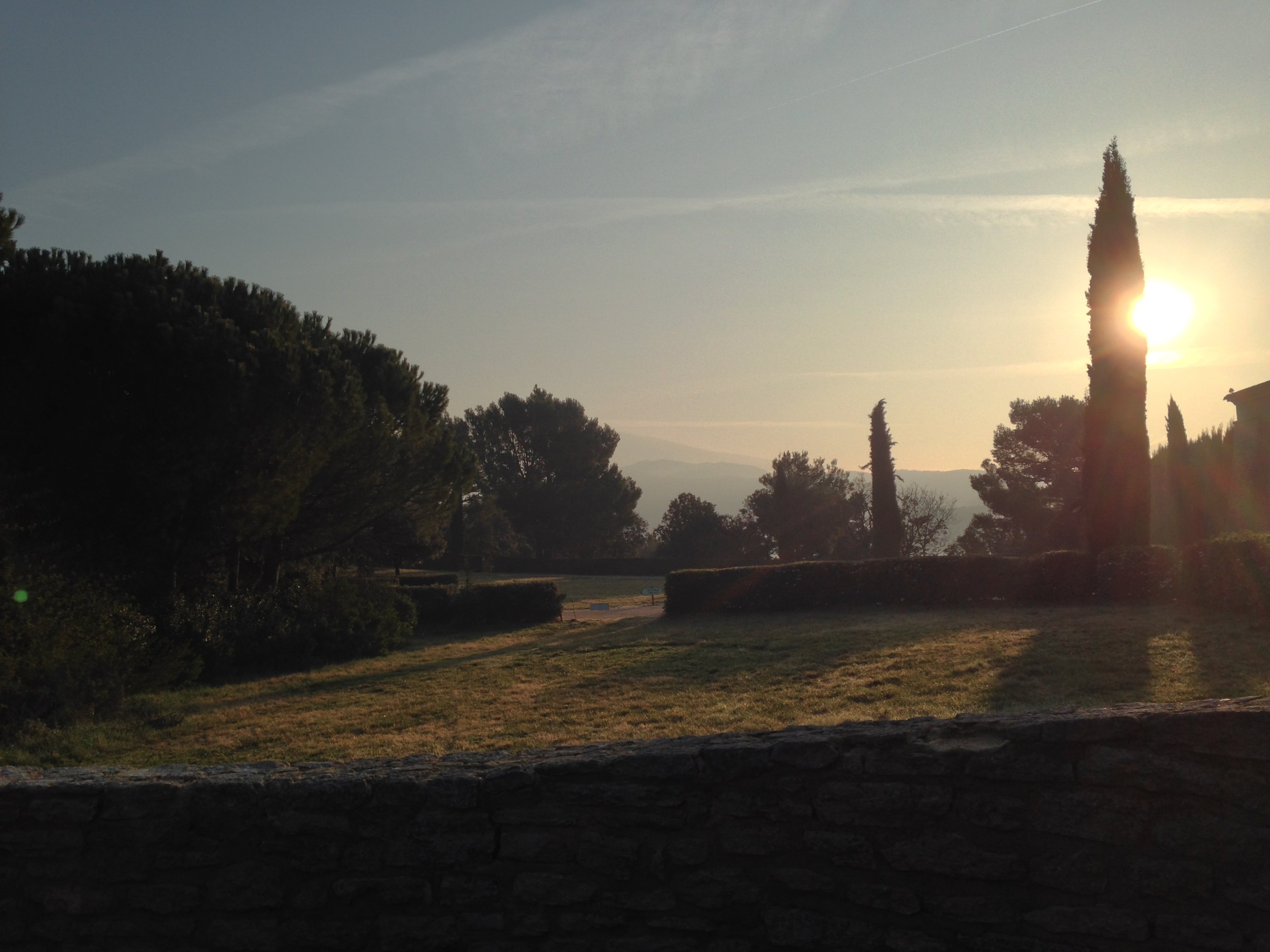
Vue de l'abbaye depuis l'extérieur au petit matin.
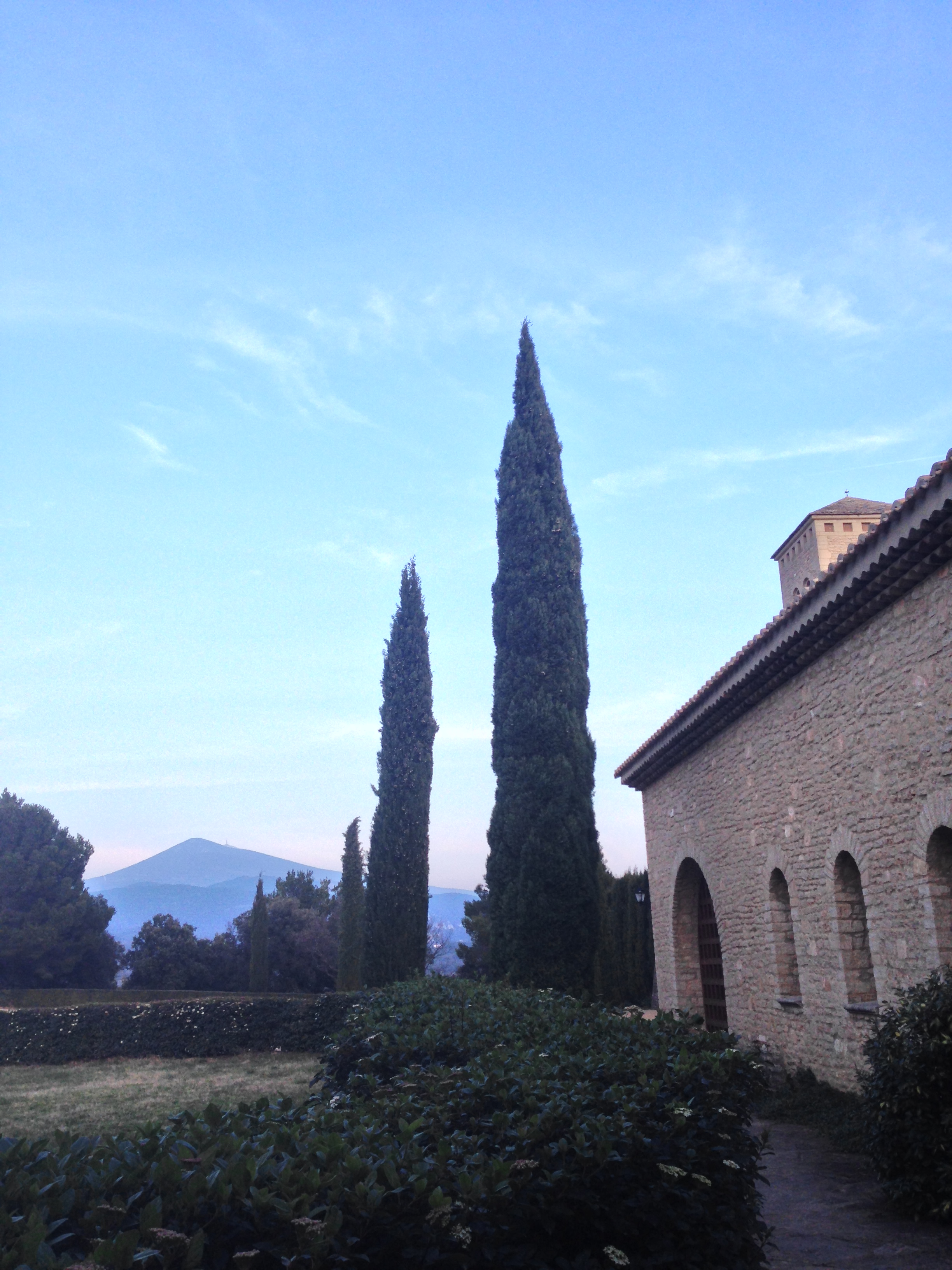
Vue de l'abbaye avec le Mont Ventoux au fond.
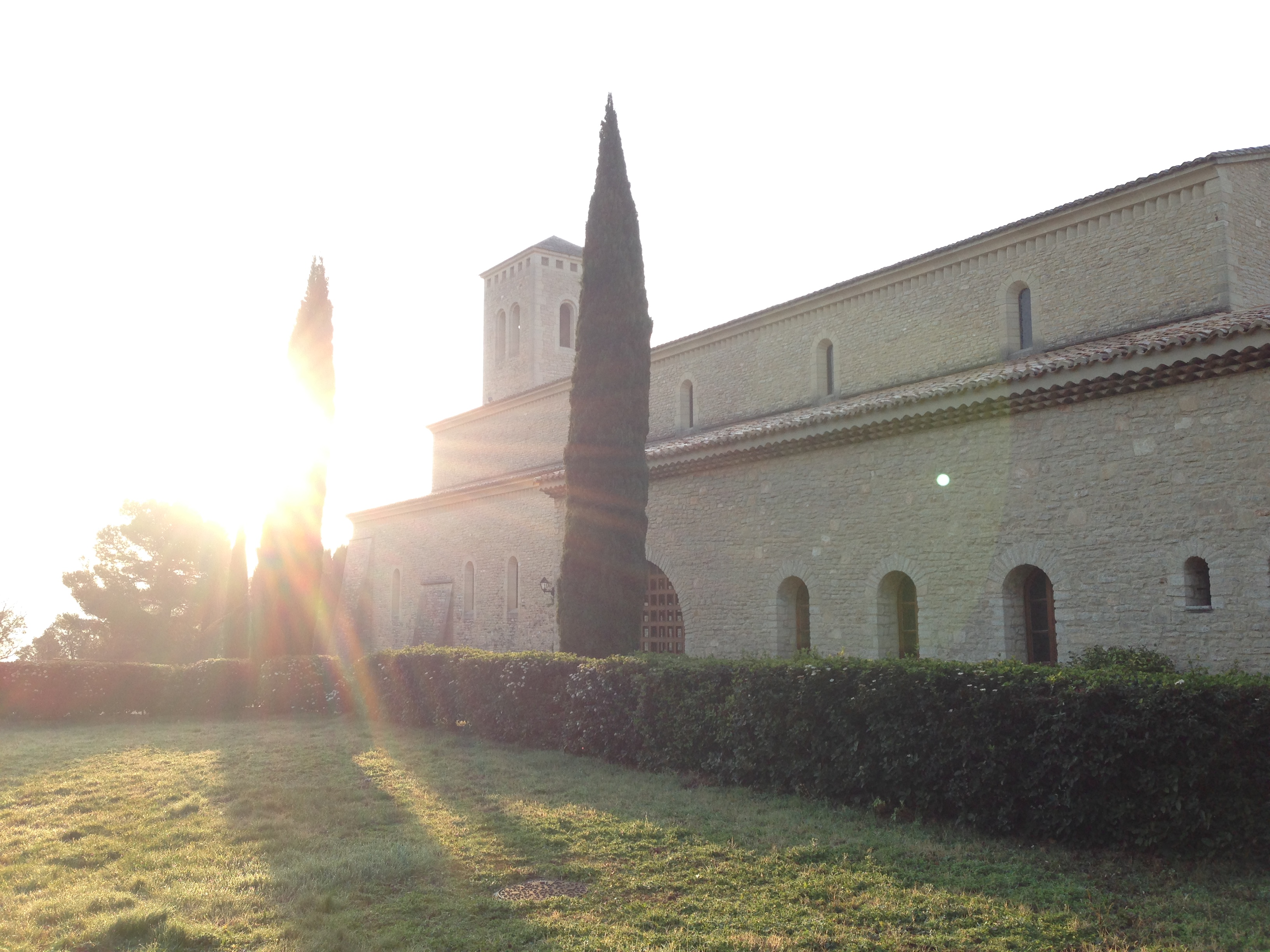
Vue de l'abbaye depuis l'extérieur avec le lever de soleil.
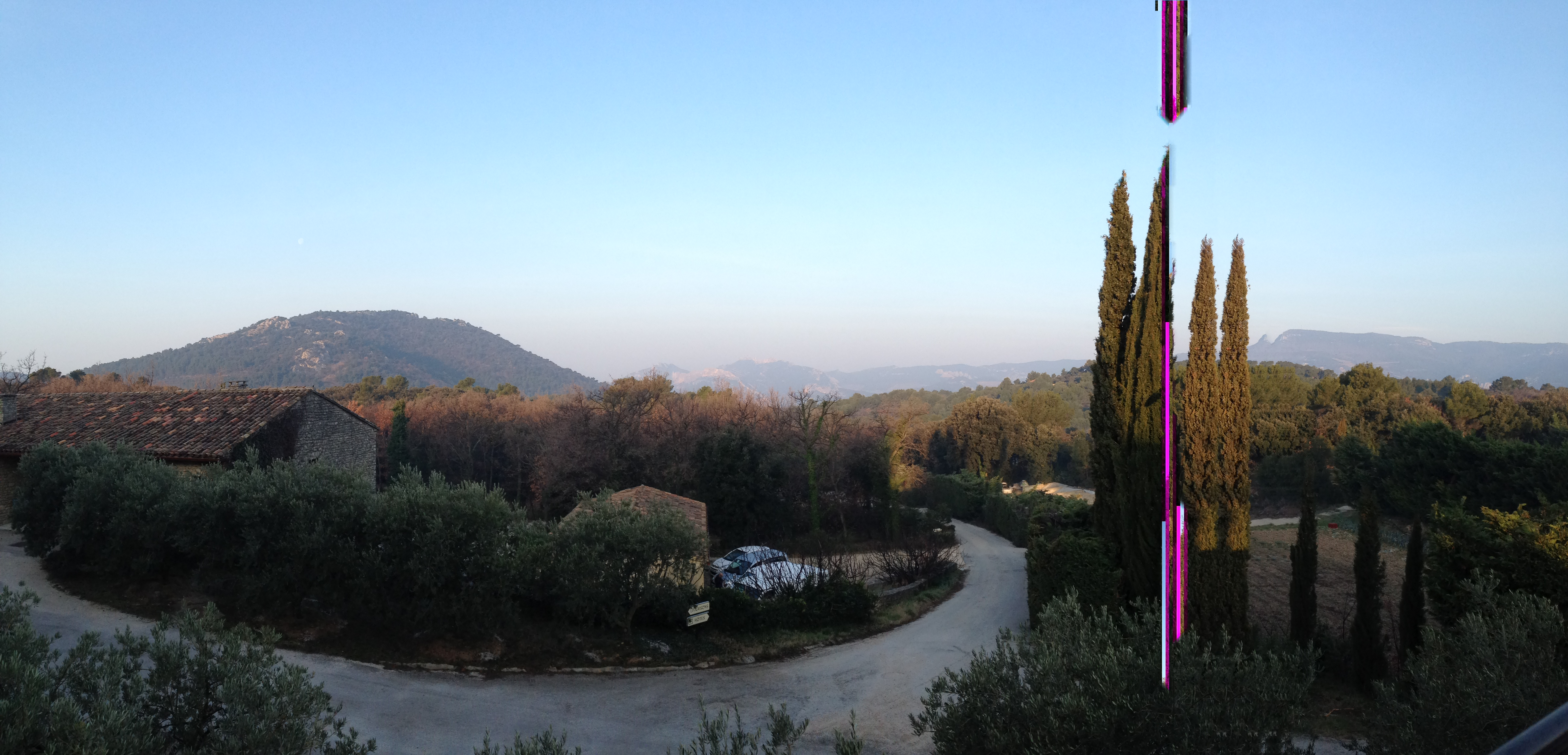
Vue panoramique depuis l'abbaye en direction de la Roque-Alric.
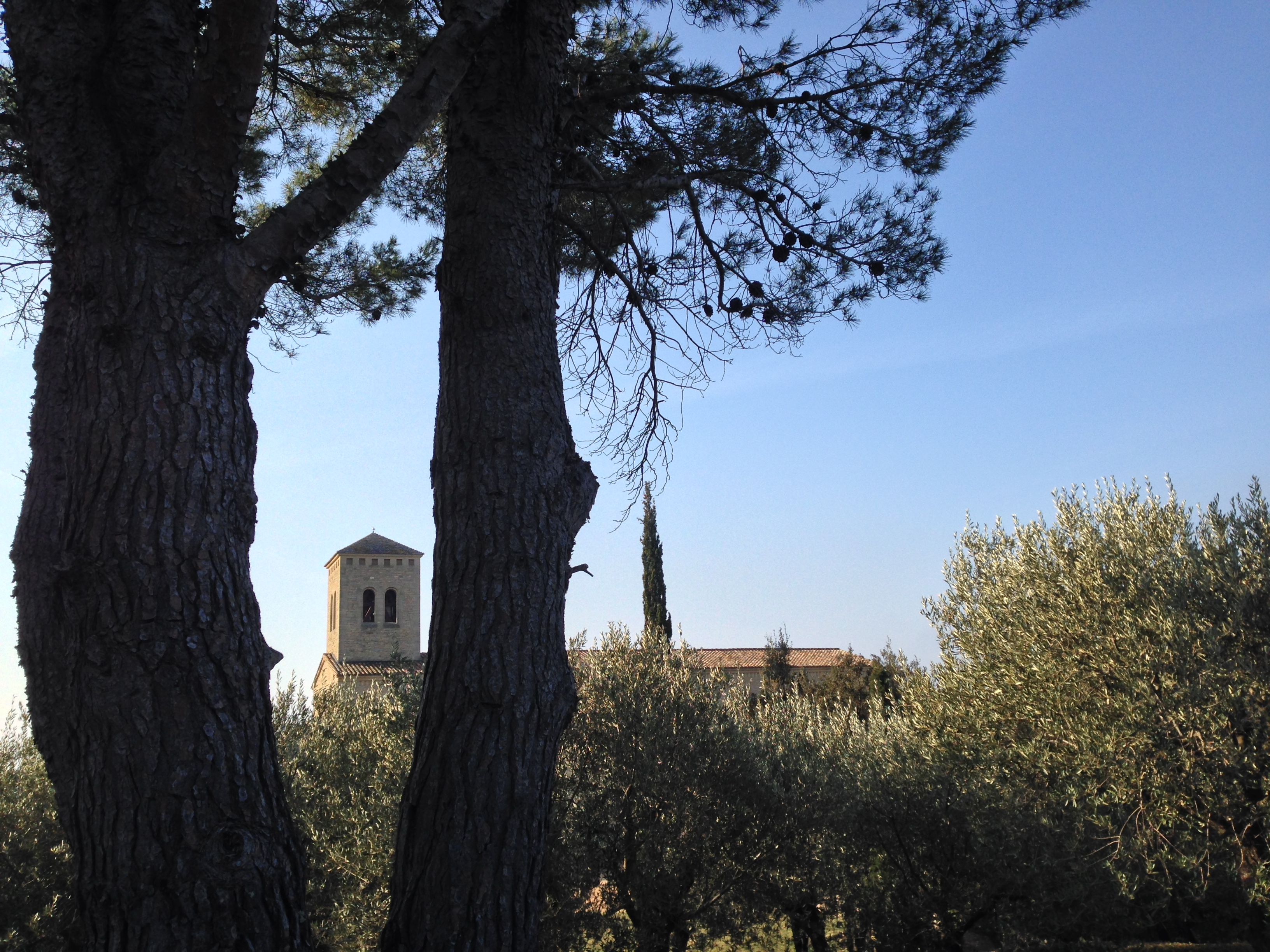
Vue extérieure de l'abbaye.
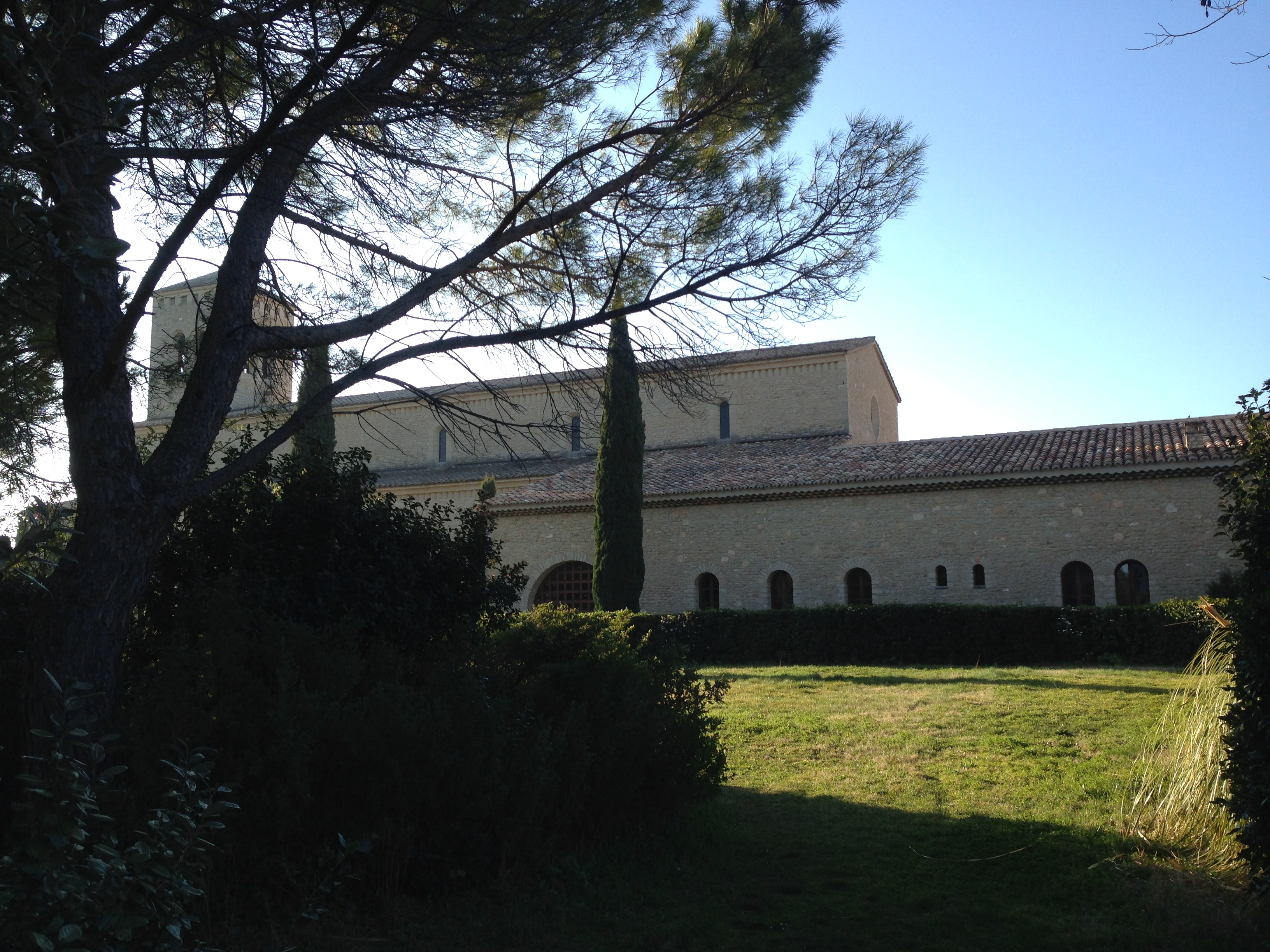
Vue extérieure de l'abbaye.
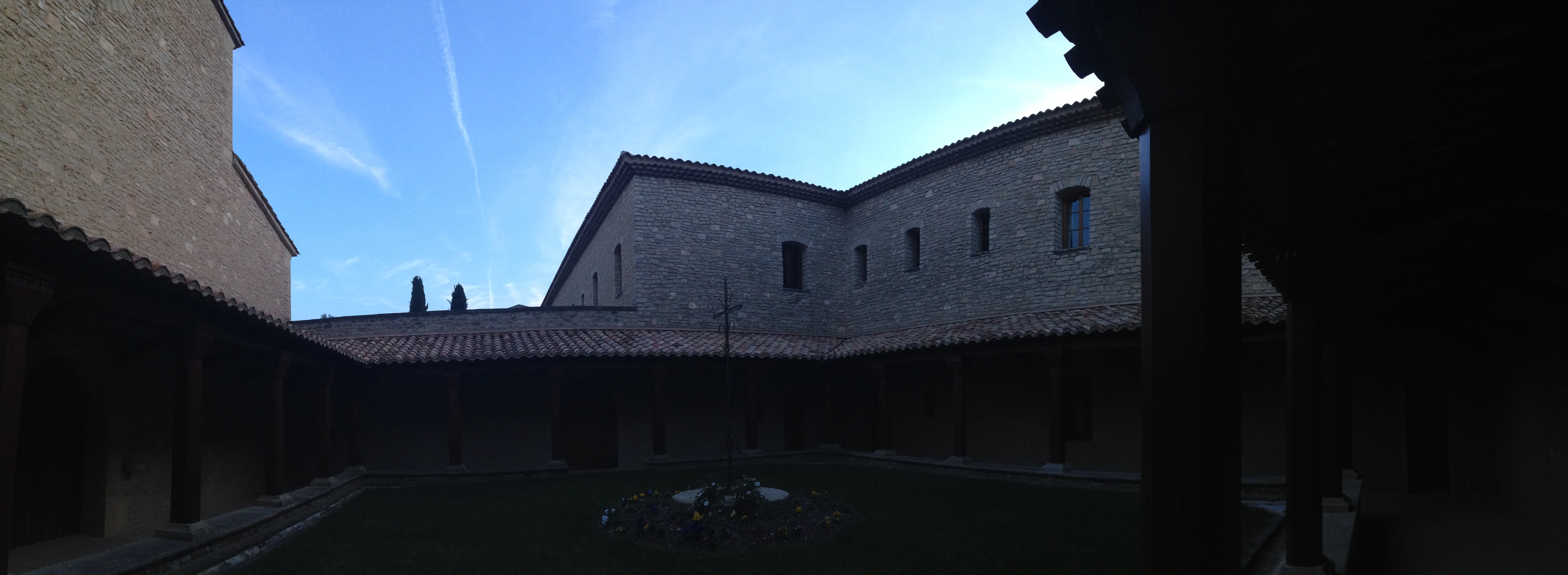
Abbaye Sainte-Madeleine : panoramique de l'intérieur du cloître.
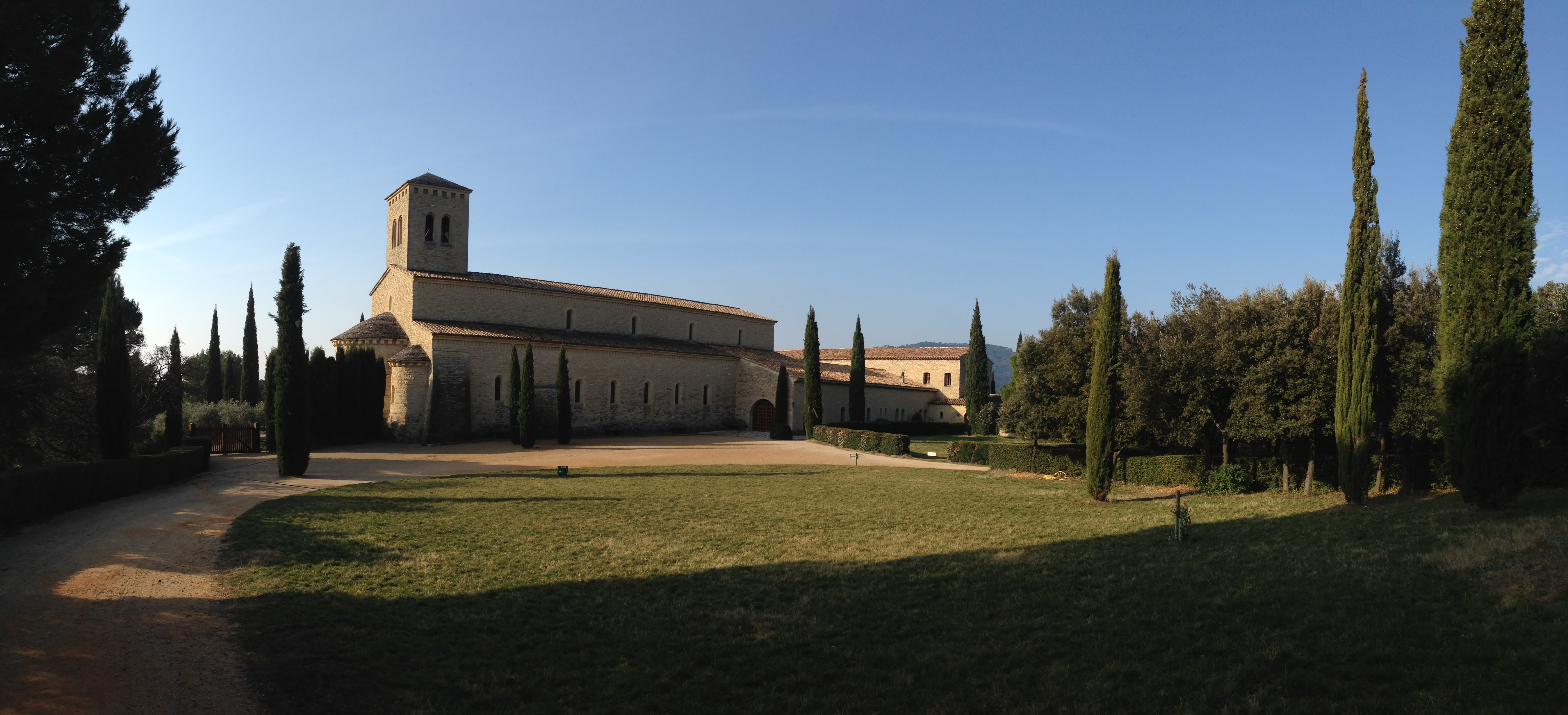
Vue panoramique extérieure de l'abbaye au petit matin.
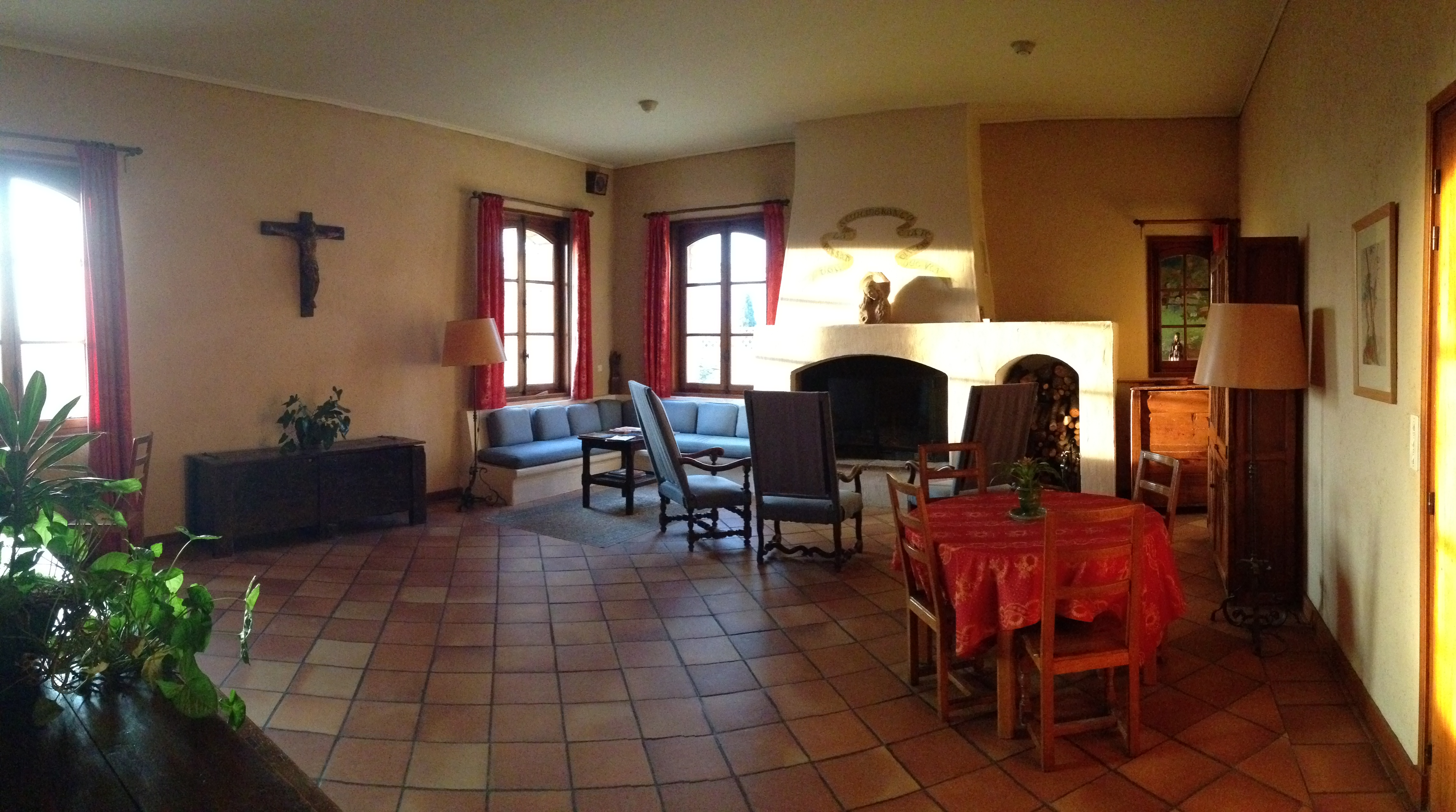
Salle Saint-Pierre-Le-Vénérable réservé aux retraitants.
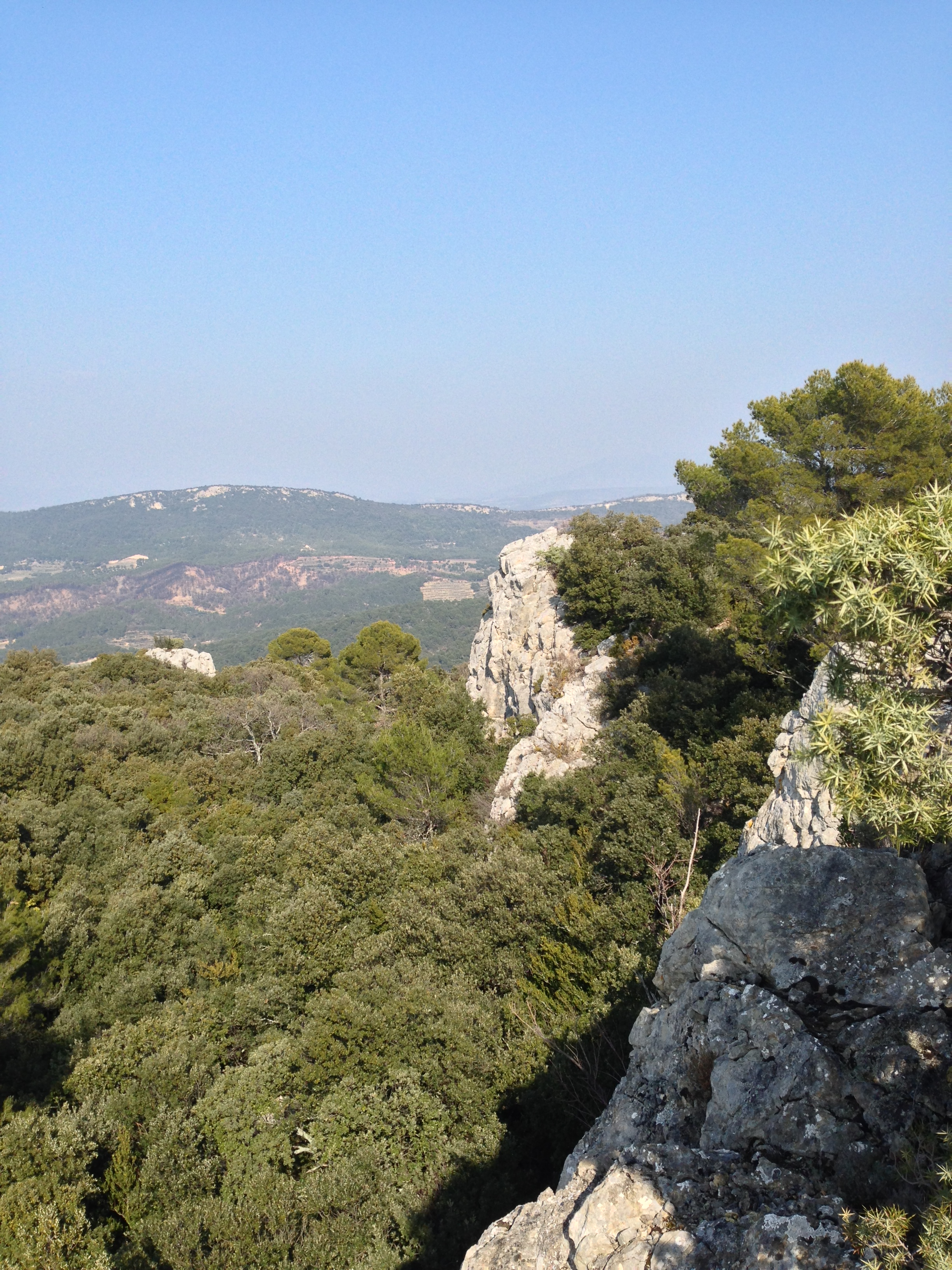
Abbaye vue de la Roque-Alric.
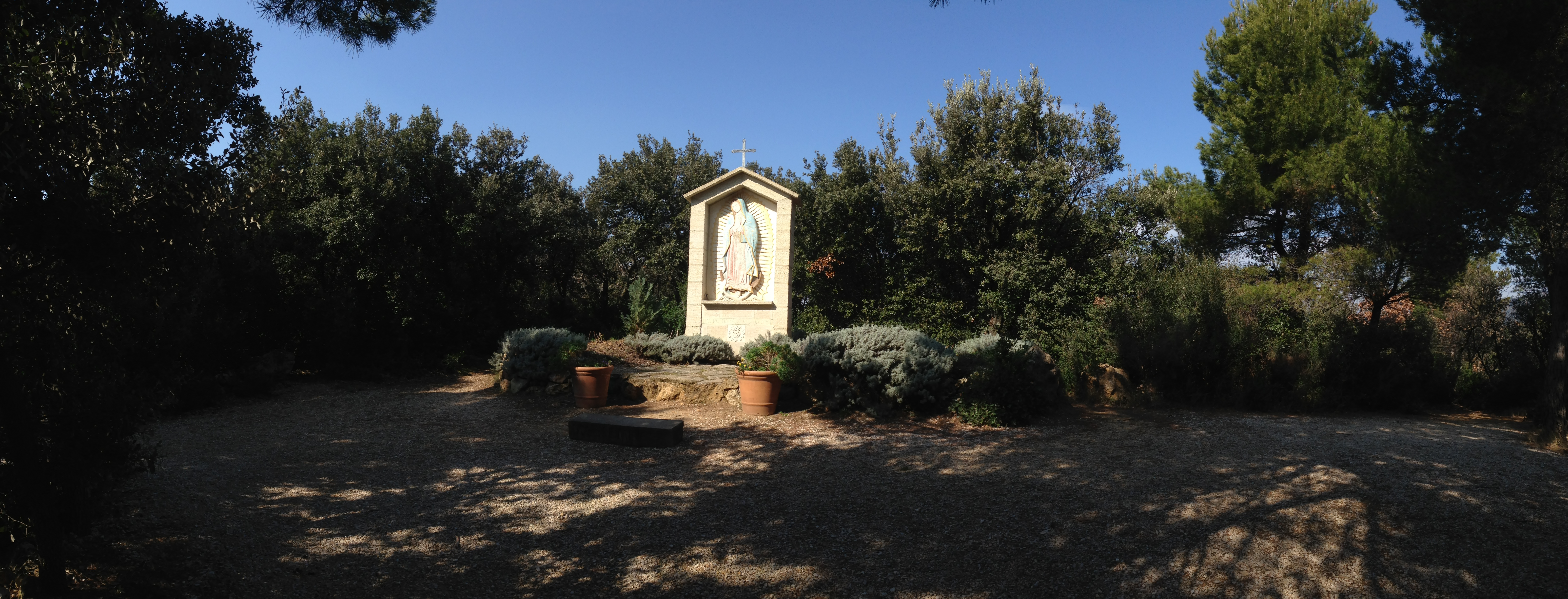
Jardin de l'abbaye : Notre-Dame de Guadalupe.

## La communauté
La vie de la communauté est organisée autour des prières.

Blason de Louis-Marie de Geyer d'Orth.

### Les métiers
Le site de l'abbaye donne la liste des principaux corps de métiers exercés dans la communauté : « menuiserie, boulangerie, mécanique, bibliothèque, cuisine, lingerie, service des hôtes, infirmerie, librairie, buanderie, électricité, reliure, cordonnerie, culture des oliviers, de la vigne et du potager. ».

### Production
L'abbaye produit son propre pain et sa propre huile d'olive, et vend même une partie de sa production. Elle possède aussi des vignes et commercialise ses vins qui sont élaborés avec l'accompagnement de l'œnologue Philippe Cambie.

## Fondations filles
- 2002 - Abbaye Sainte-Marie de La Garde à Saint-Pierre-de-Clairac en Lot-et-Garonne, seule fondation en lien direct.

### Filmographie
- [vidéo] Eddy Vicken (réal.), Veilleurs dans la nuit, 2008, documentaire, 52 min (lire en ligne).